# Fianarantsoa
Fianarantsoa (ugs. auch Malagasy Fianara) (auf Deutsch „wo man das Gute lernt“) ist eine Stadt in Madagaskar mit 167.240 Einwohnern (Stand 1. Januar 2005). Fianarantsoa ist die Hauptstadt der faritra (Region) Haute Matsiatra.

## Lage
Fianarantsoa liegt rund 400 km südlich von Antananarivo in einer Höhe von 1 374 m. ü. d. M. in einem regenreichen Gebiet an der Nationalstraße Route nationale RN 7. Die Stadt ist der Ausgangspunkt für Reisen an die Ostküste und in den Süden des Landes.

## Geschichte
Fianarantsoa wurde 1830 von Königin Ranavalona I. als Gegenpol zu Antanarivo gegründet. Von 1926 bis 1934 wurde eine 163 km lange Eisenbahnlinie von Fianarantsoa nach Maraba an der Ostküste Madagaskars gebaut. Die eingleisige Strecke verläuft heute quer über die Piste des Flughafens von Fianarantsoa. Bis Oktober 2009 war die Stadt Hauptstadt der Provinz Fianarantsoa.

## Stadtanlage und Bauwerke
Fianarantsoa ist unter anderem wegen seiner 1871 fertig gestellten Kathedrale und seiner vielen Kirchen bekannt. Rund 60 % der Einwohner sind katholisch. Im ältesten Teil der Stadt, Haute Ville („Oberstadt“), der auch „Antanambony“ genannt wird, sind noch rund 500 Häuser und sechs Kirchen aus dem 19. Jahrhundert erhalten. An der engen, bergauf führenden Rue du Rova mit ihren im Originalstil des 19. Jahrhunderts renovierten Häusern erhebt sich die älteste Kirche der Stadt, die 1859 fertiggestellte neogotische Eglise Antranobiriky. Unterhalb davon befinden sich die ebenfalls neogotische, evangelisch-lutherische Eglise de la Trinité Masombahoaka von 1885 und die neoromanische Eglise Fahazavana.
Die meisten Banken und das Rathaus befinden sich in der Mittelstadt, Ville Moyenne, dem jüngsten Stadtteil, während die meisten Geschäfte und Märkte in der dicht besiedelten Unterstadt, Ville Basse, auch genannt „Tanàna Ambany“, sind. Hier befinden sich auch der Marché Zoma, der wichtigste Markt der Stadt, sowie der 1935 eröffnete Bahnhof mit einem markanten doppelten Satteldach. Auf dem Bahnhofsvorplatz, zu dem eine breite Allee führt, erinnert ein Denkmal an die Opfer des Madagaskar-Aufstandes von 1947.
Die Universität Université de Fianarantsoa, an der 2018/2019 rund 24 000 Studenten in zehn Fakultäten eingeschrieben waren, wurde 1977 gegründet und liegt im Südosten der Stadt.

## Wirtschaft
Ein wichtiger Arbeitgeber der Stadt ist der Automobilhersteller Karenjy, welcher hier sein Montagewerk unterhält. In der Umgebung der Stadt liegen – vor allem unweit nördlich um das Dorf Maromby herum – mehrere Weingüter, was Fianarantsoa als dem Zentrum des Weinbaues des Landes den Beinamen „Weinstadt Madagaskars“ eingebracht hat. In den 1970er Jahren wurden mit deutscher Hilfe auch Teeplantagen angelegt, von deren Ernte rund 80 % exportiert werden.

## Galerie

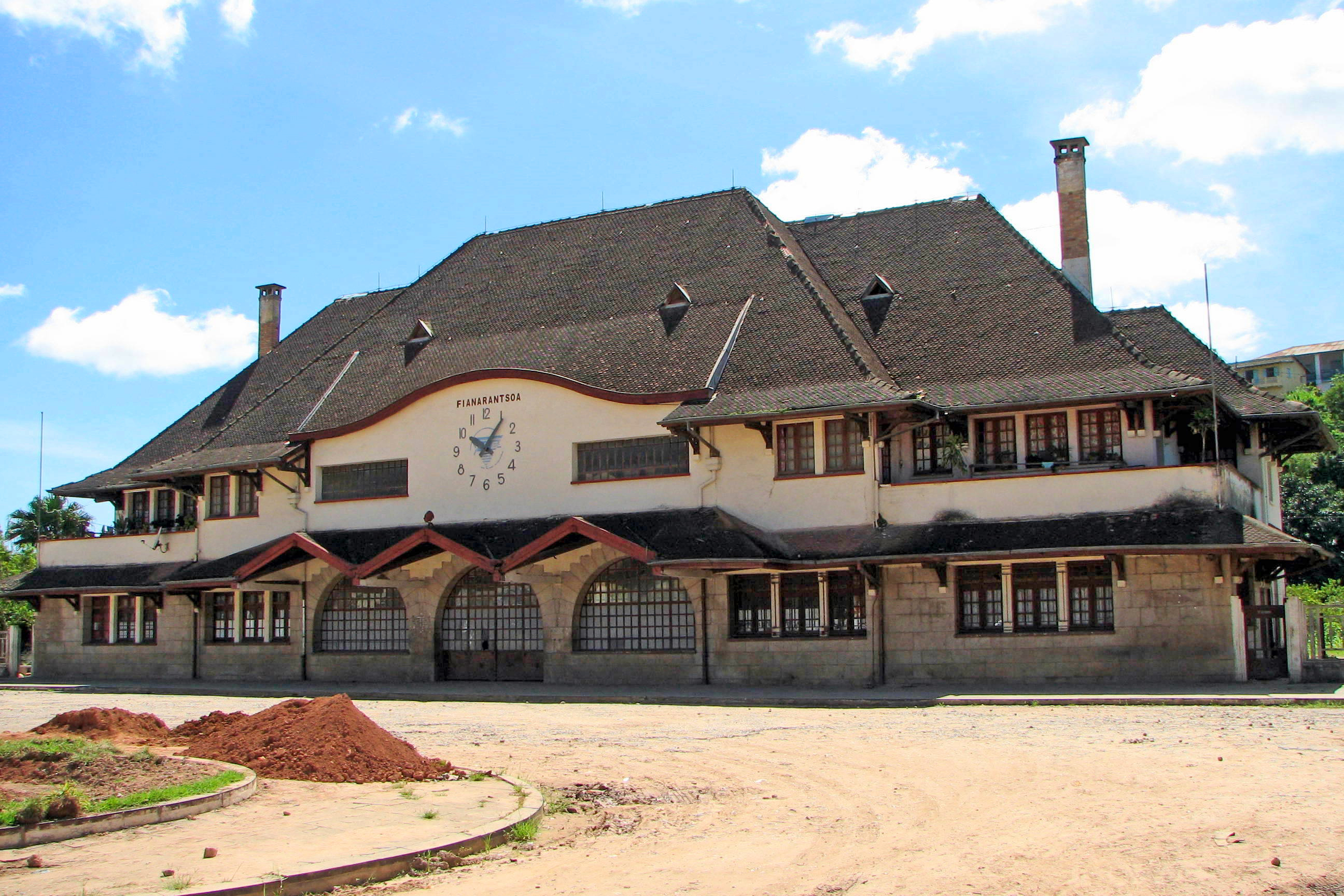
Bahnhof
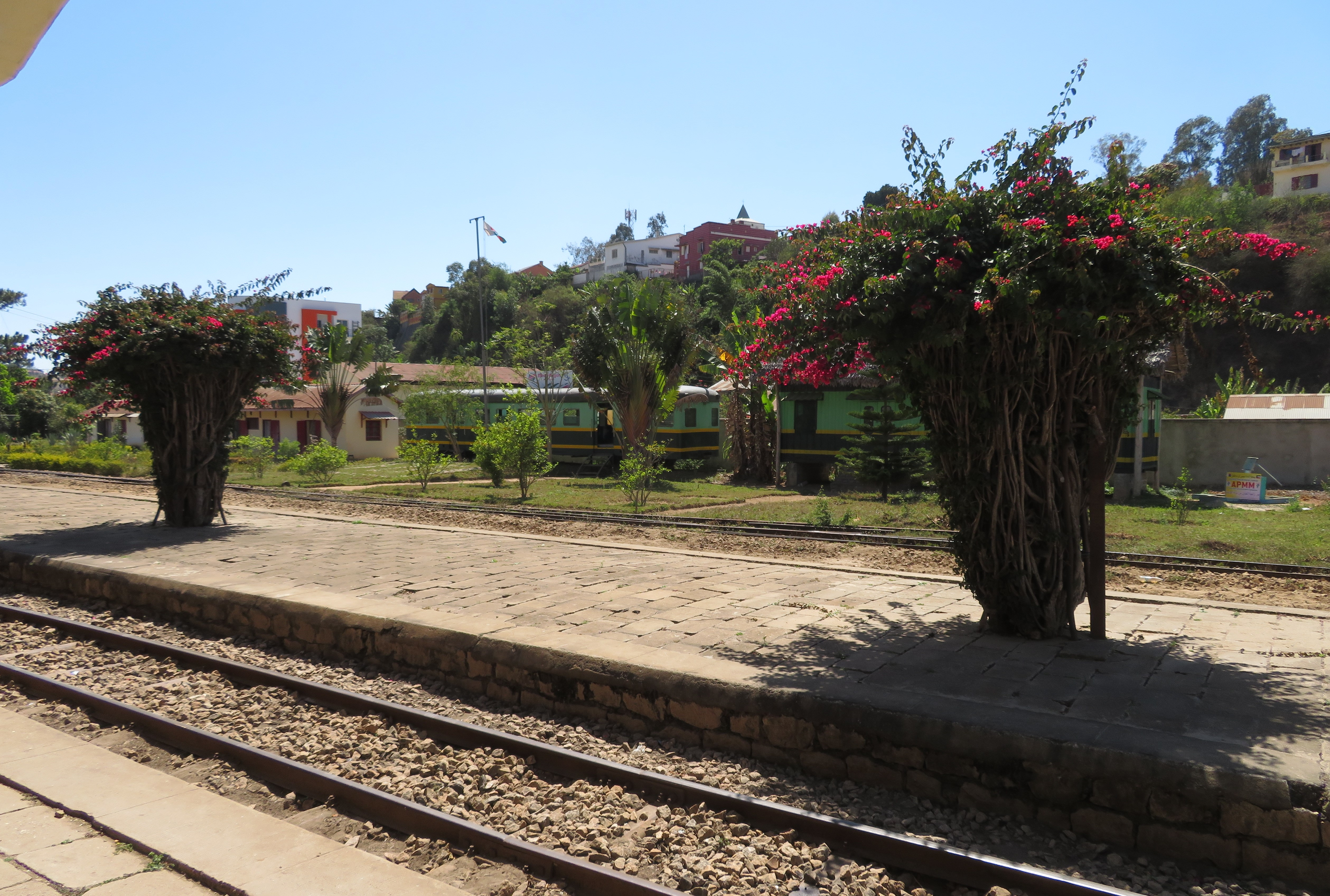
Bahnhof
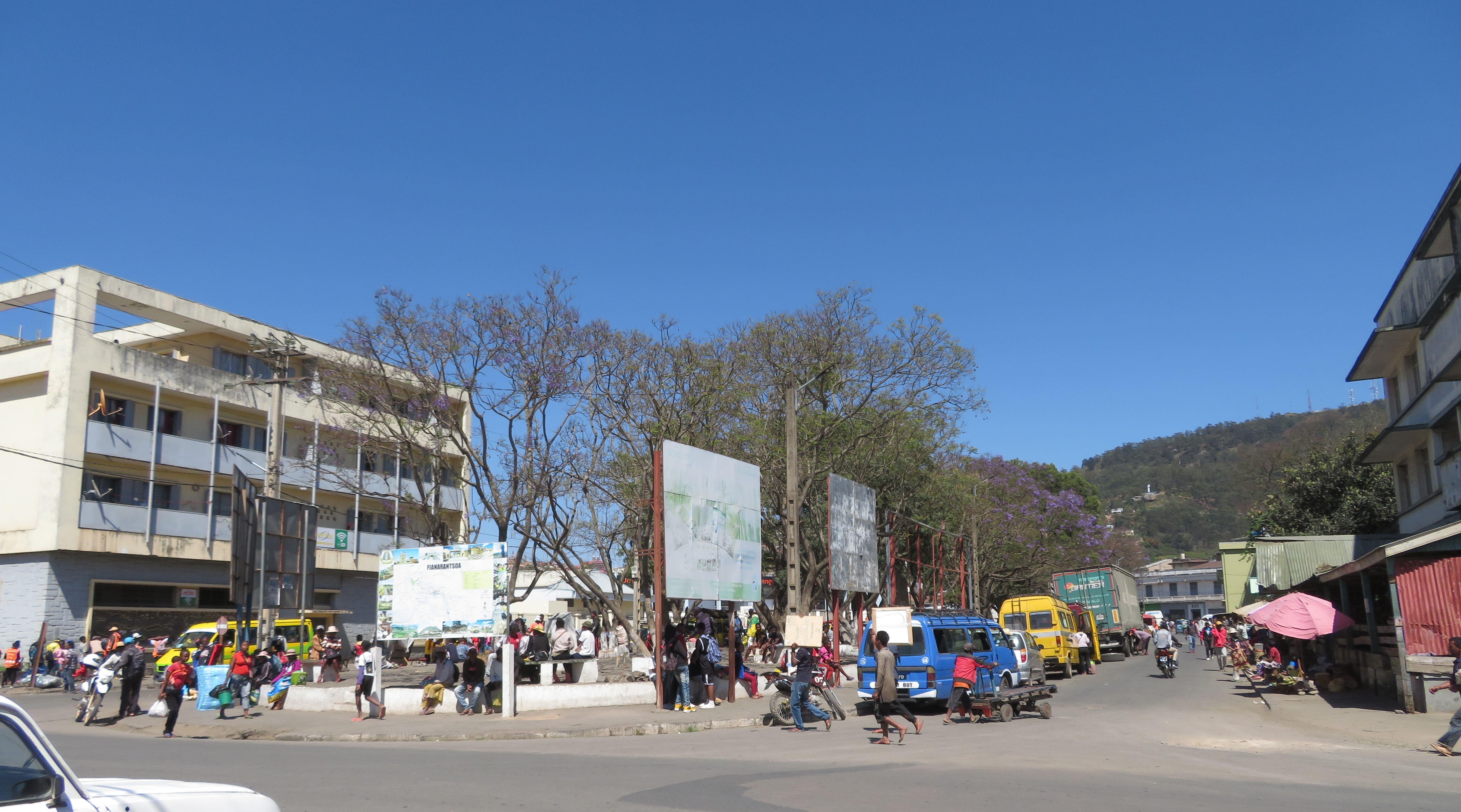
Bahnhofsvorplatz
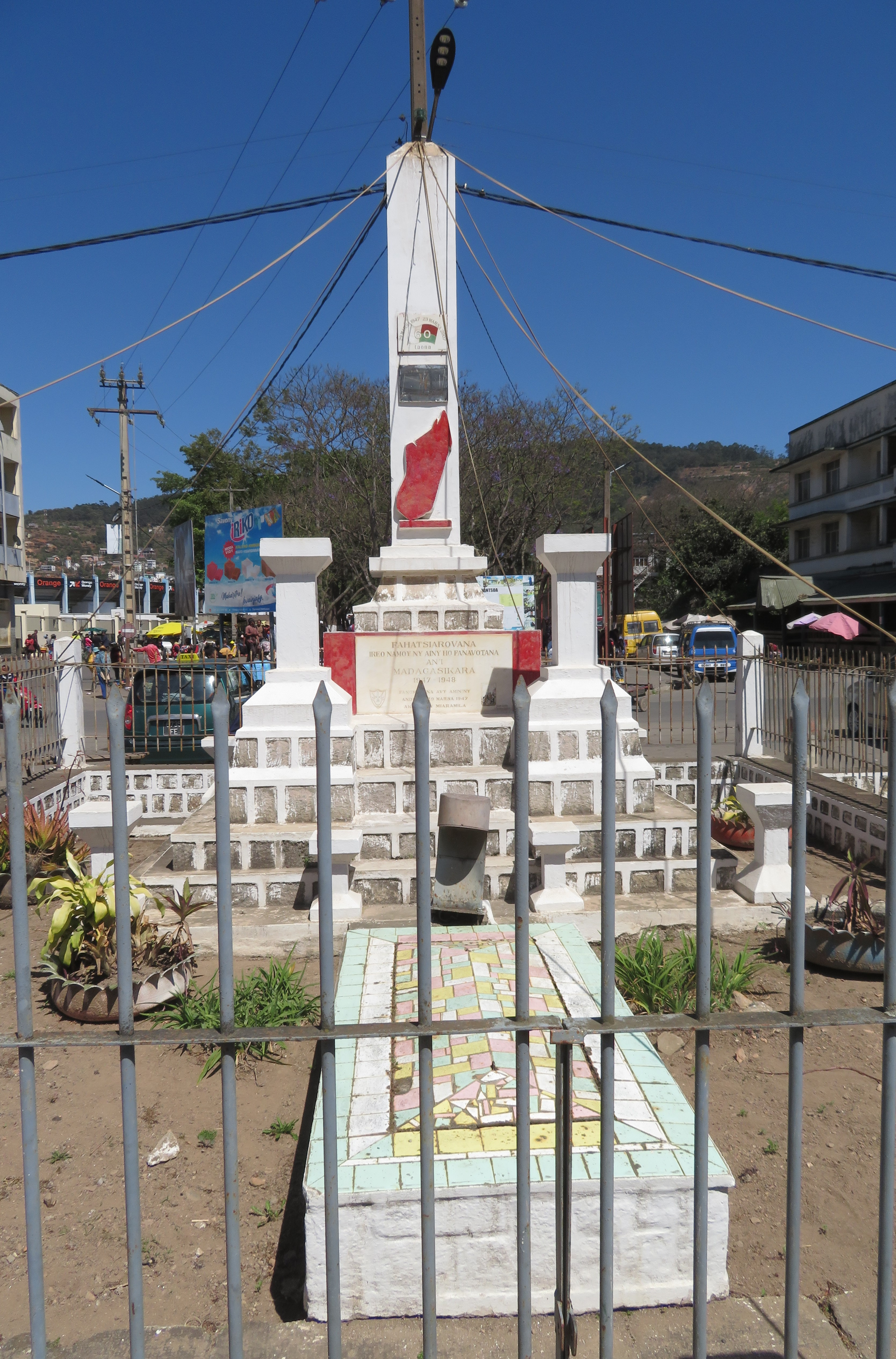
Denkmal für die Opfer des Aufstandes von 1947
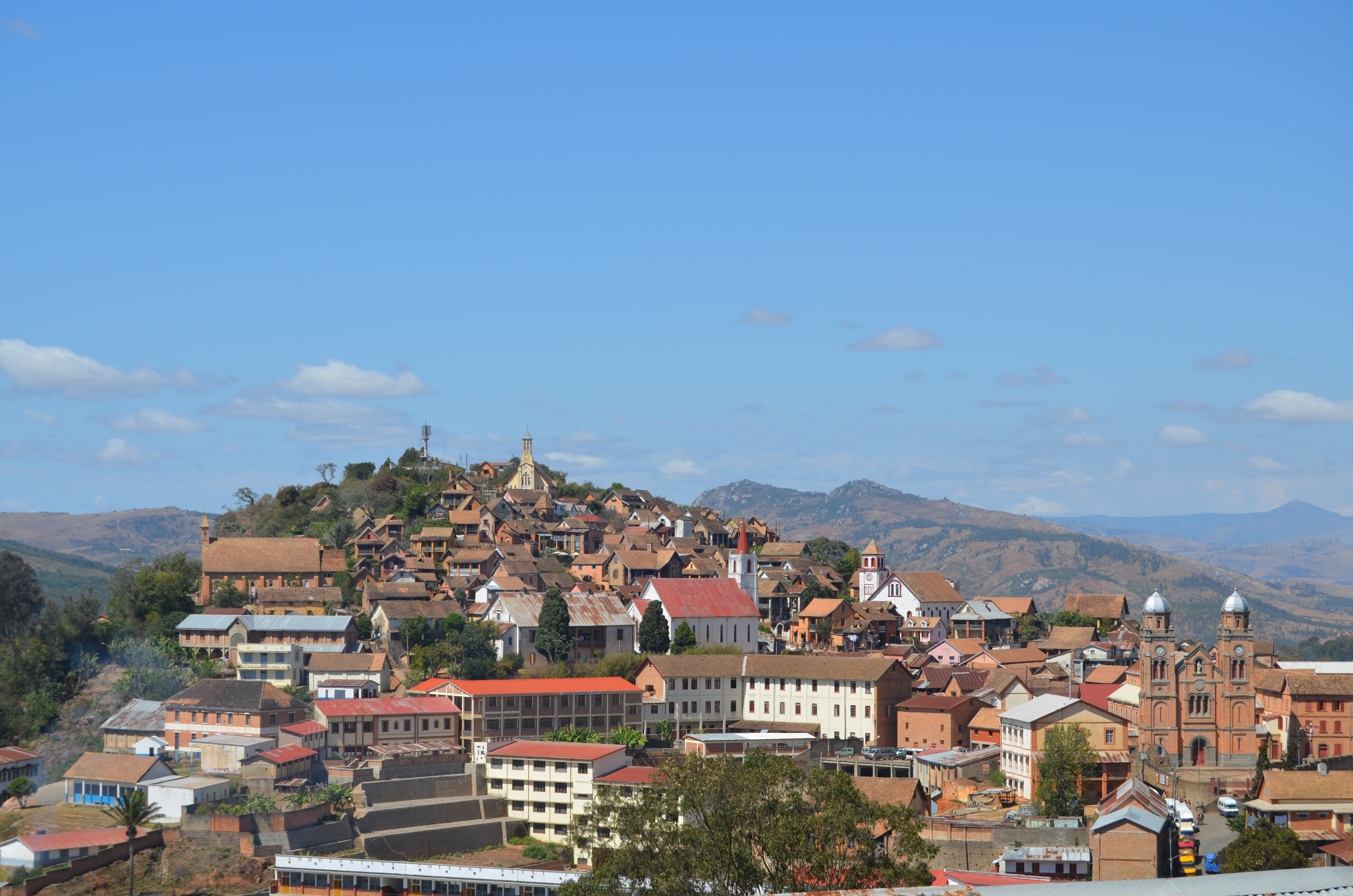
Gesamtansicht
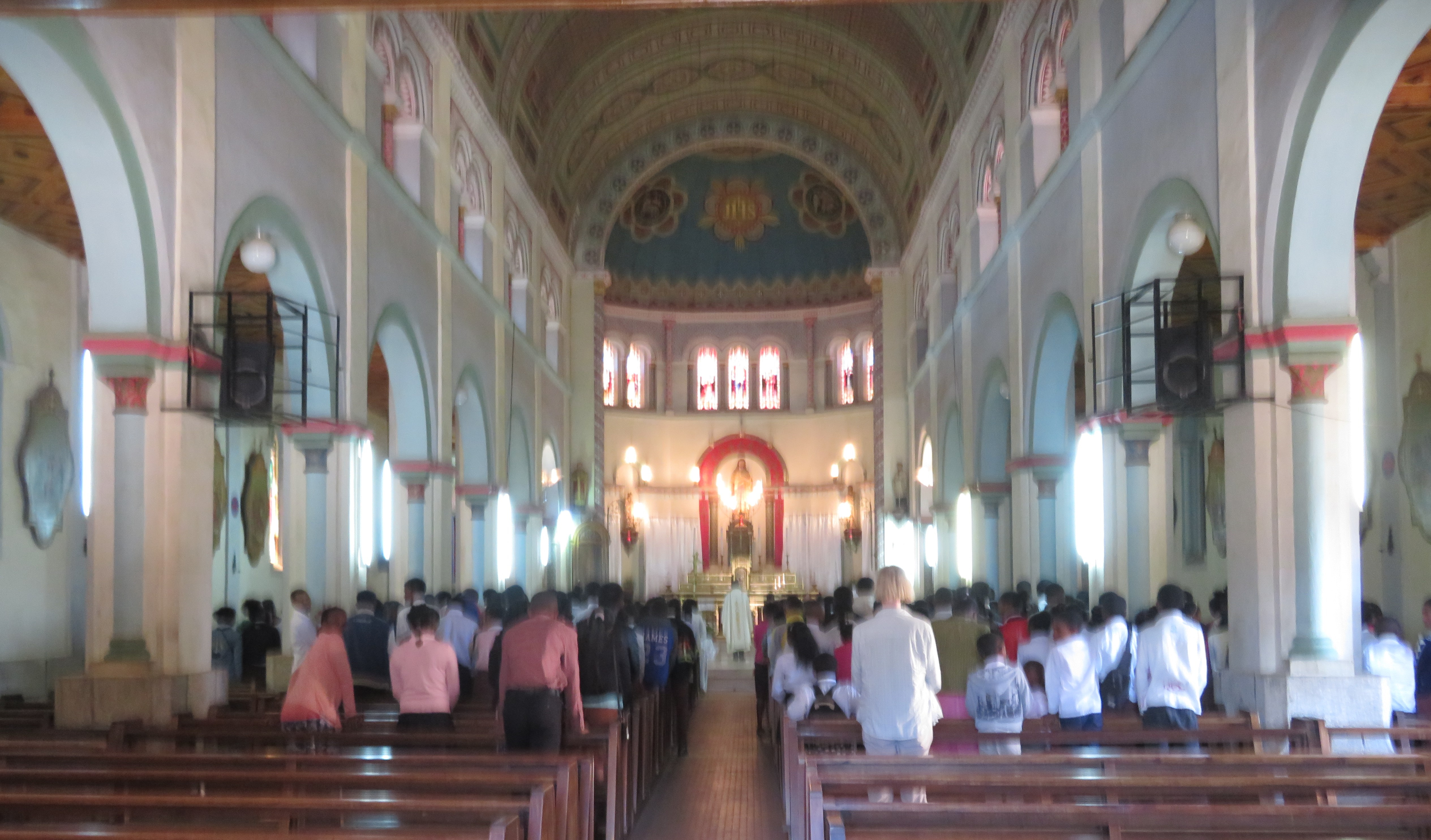
Kathedrale
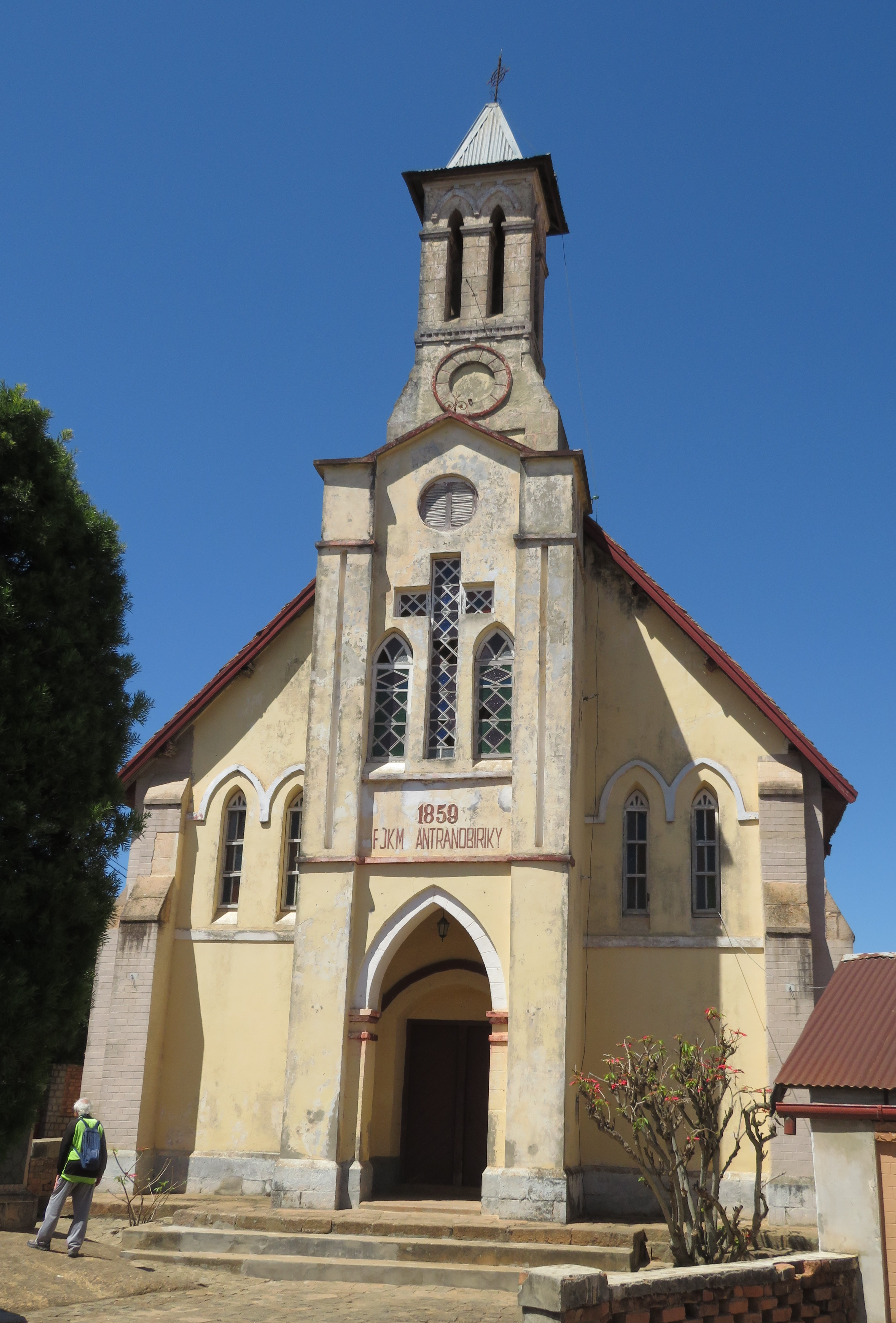
Eglise Antranobiriky (1859)
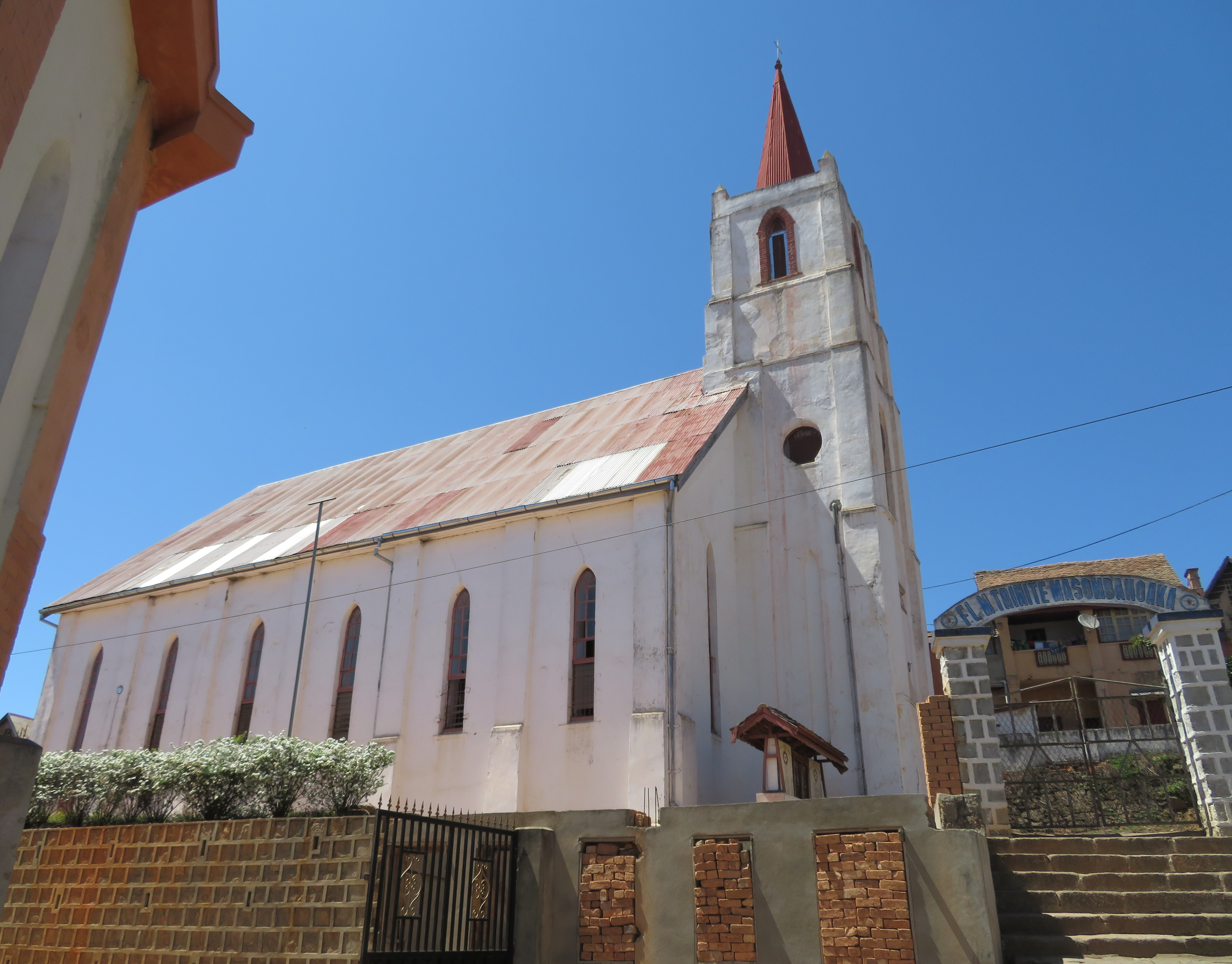
Eglise Trinité Mahasombahoaka (1885)
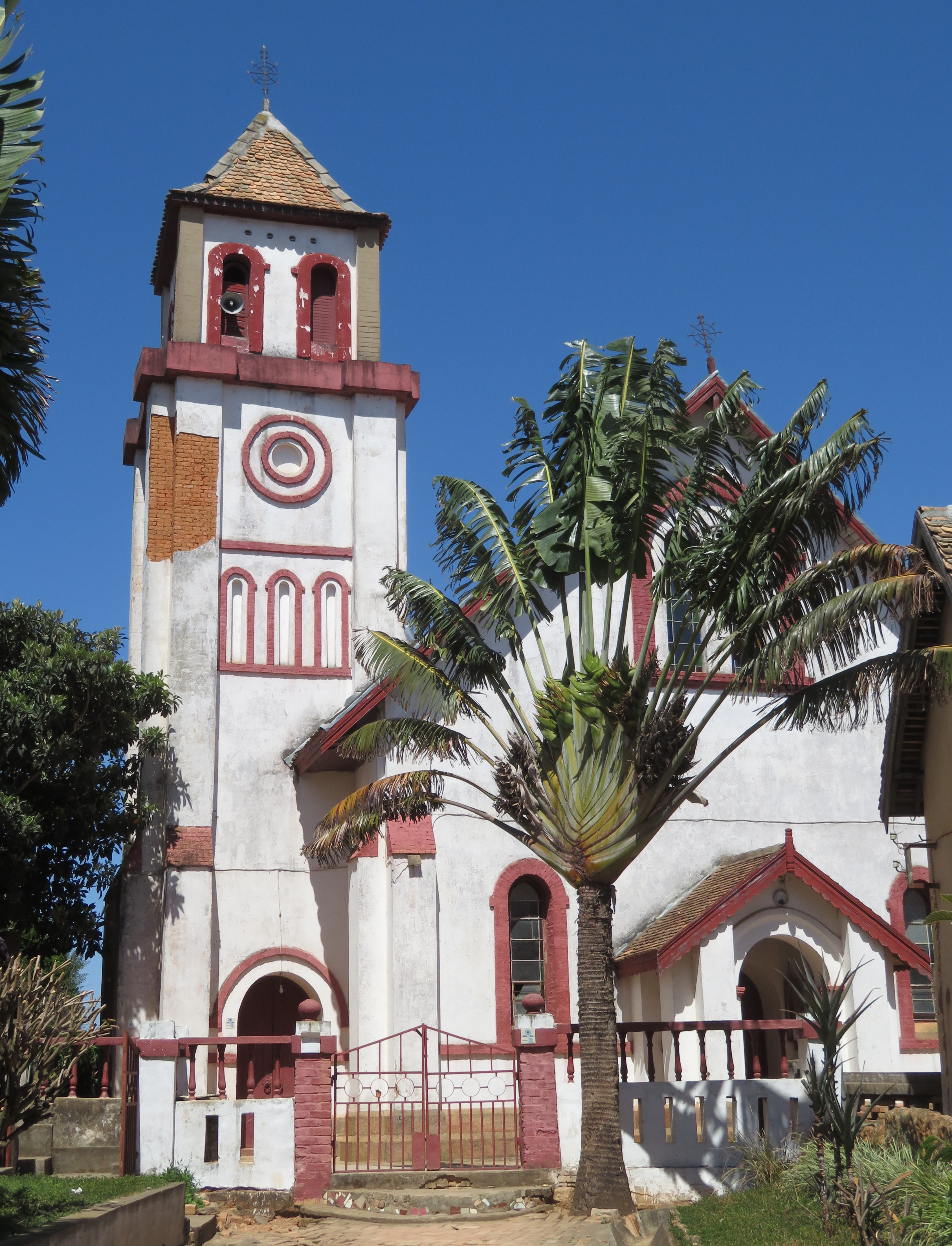
Eglise Fahazavana
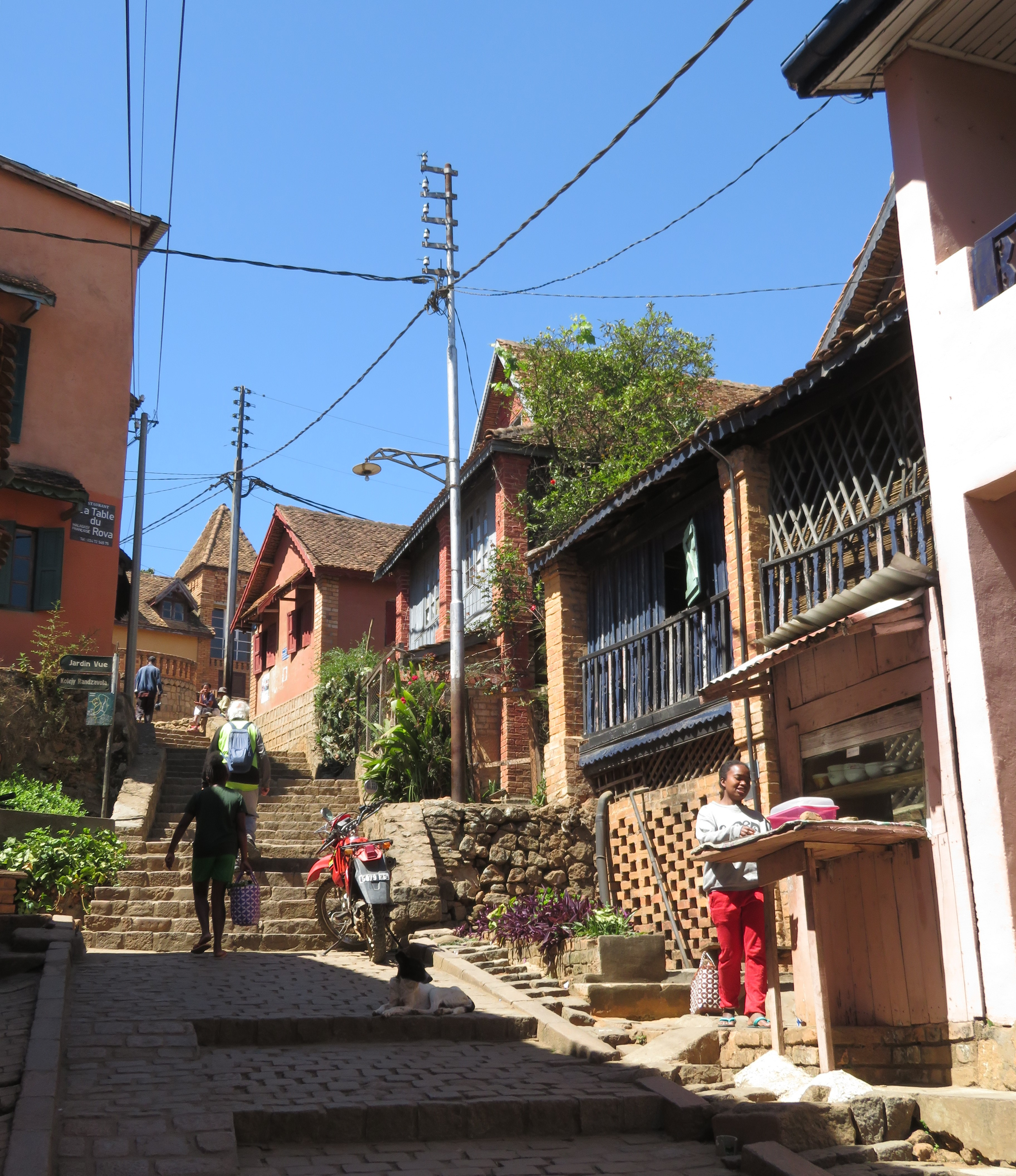
Rue du Rova

## Klimatabelle
|                       | Jan  | Feb  | Mär  | Apr  | Mai  | Jun  | Jul  | Aug  | Sep  | Okt  | Nov  | Dez  |   |      |
| Mittl. Tagesmax. (°C) | 26,1 | 25,8 | 25,3 | 24,4 | 22,1 | 20,1 | 19,3 | 20,7 | 22,5 | 25,5 | 26,8 | 26,5 | ⌀ | 23,7 |
| Mittl. Tagesmin. (°C) | 16,7 | 16,3 | 16,0 | 14,7 | 12,1 | 10,2 | 9,6  | 9,7  | 10,5 | 12,8 | 14,7 | 15,9 | ⌀ | 13,3 |
|                       |      |      |      |      |      |      |      |      |      |      |      |      |   |      |
| Niederschlag (mm)     | 275  | 232  | 147  | 49   | 37   | 17   | 20   | 18   | 22   | 47   | 128  | 242  | Σ | 1234 |
|                       |      |      |      |      |      |      |      |      |      |      |      |      |   |      |
| Sonnenstunden (h/d)   | 6,1  | 5,8  | 4,3  | 6,3  | 6,1  | 5,8  | 5,6  | 6,5  | 7,2  | 7,9  | 7,7  | 6,4  | ⌀ | 6,3  |
|                       |      |      |      |      |      |      |      |      |      |      |      |      |   |      |
| Regentage (d)         | 15   | 14   | 13   | 7    | 5    | 5    | 6    | 6    | 3    | 6    | 11   | 16   | Σ | 107  |
|                       |      |      |      |      |      |      |      |      |      |      |      |      |   |      |
| Luftfeuchtigkeit (%)  | 83   | 84   | 86   | 84   | 83   | 84   | 85   | 82   | 78   | 77   | 79   | 83   | ⌀ | 82,3 |

| 16,7 |

| 16,3 |

| 16,0 |

| 14,7 |

| 12,1 |

| 10,2 |

| 9,6 |

| 9,7 |

| 10,5 |

| 12,8 |

| 14,7 |

| 15,9 |

| 16,7 |

| 16,3 |

| 16,0 |

| 14,7 |

| 12,1 |

| 10,2 |

| 9,6 |

| 9,7 |

| 10,5 |

| 12,8 |

| 14,7 |

| 15,9 |

## Persönlichkeiten
- Rosa Rakotozafy (* 1977), Hürdenläuferin
- André Jean Dandouau (1874–1924), französischer Schullehrer, Ethnologe, Amateurfotograf und Sachbuchautor